# Edward Hicks
Edward Hicks (ur. 14 kwietnia 1780, zm. 23 sierpnia 1849) – amerykański malarz, reprezentant sztuki naiwnej.
Mieszkał w Pensylwanii, w młodości zajmował się zawodowo malowaniem powozów i szyldów. Przez długie lata działał jako protestancki kaznodzieja, stąd częstym motywem jego prac były sceny biblijne. Malował także pejzaże stron rodzinnych oraz sceny historyczne.

## Galeria

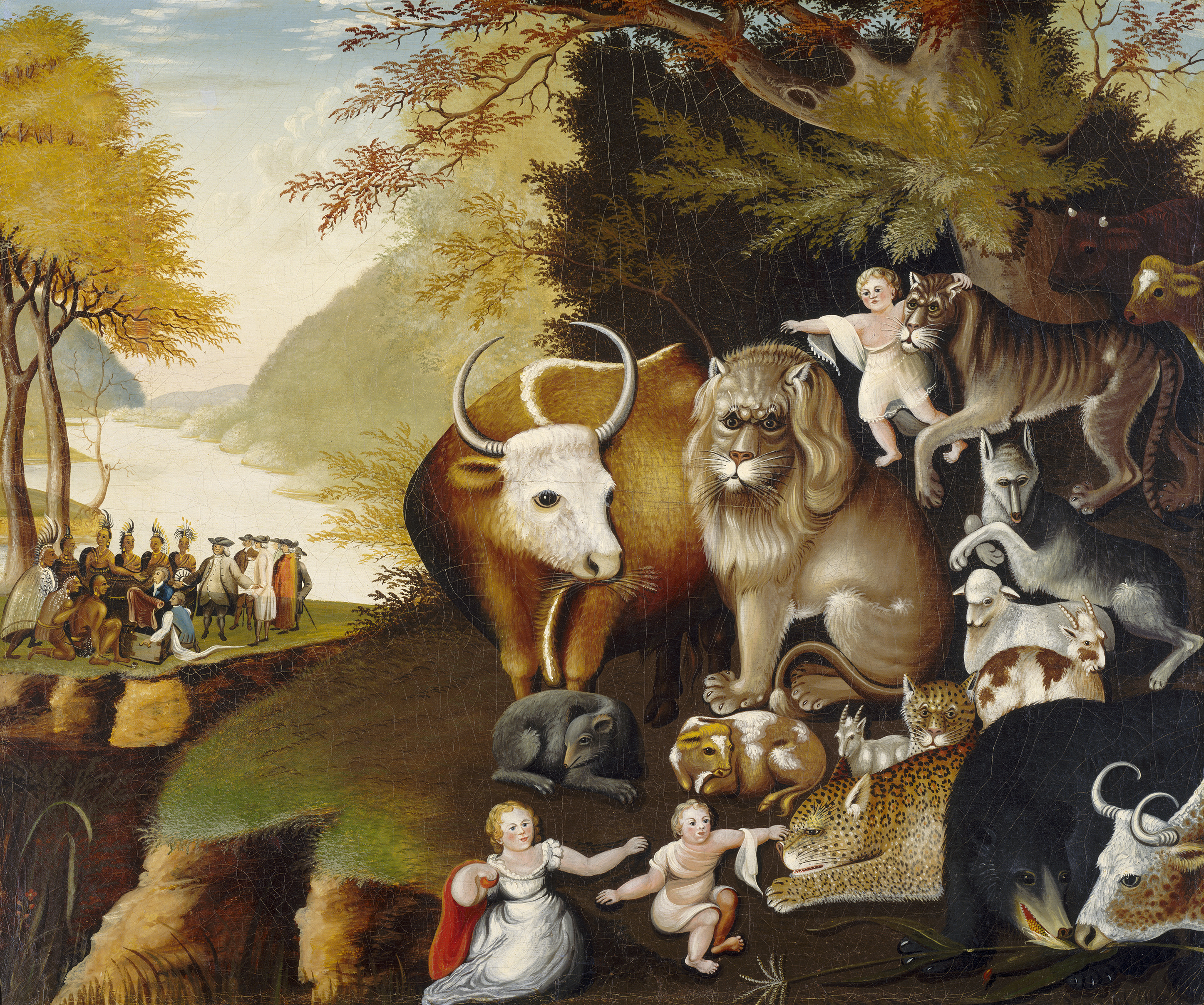
Peaceable Kingdom, (1834)
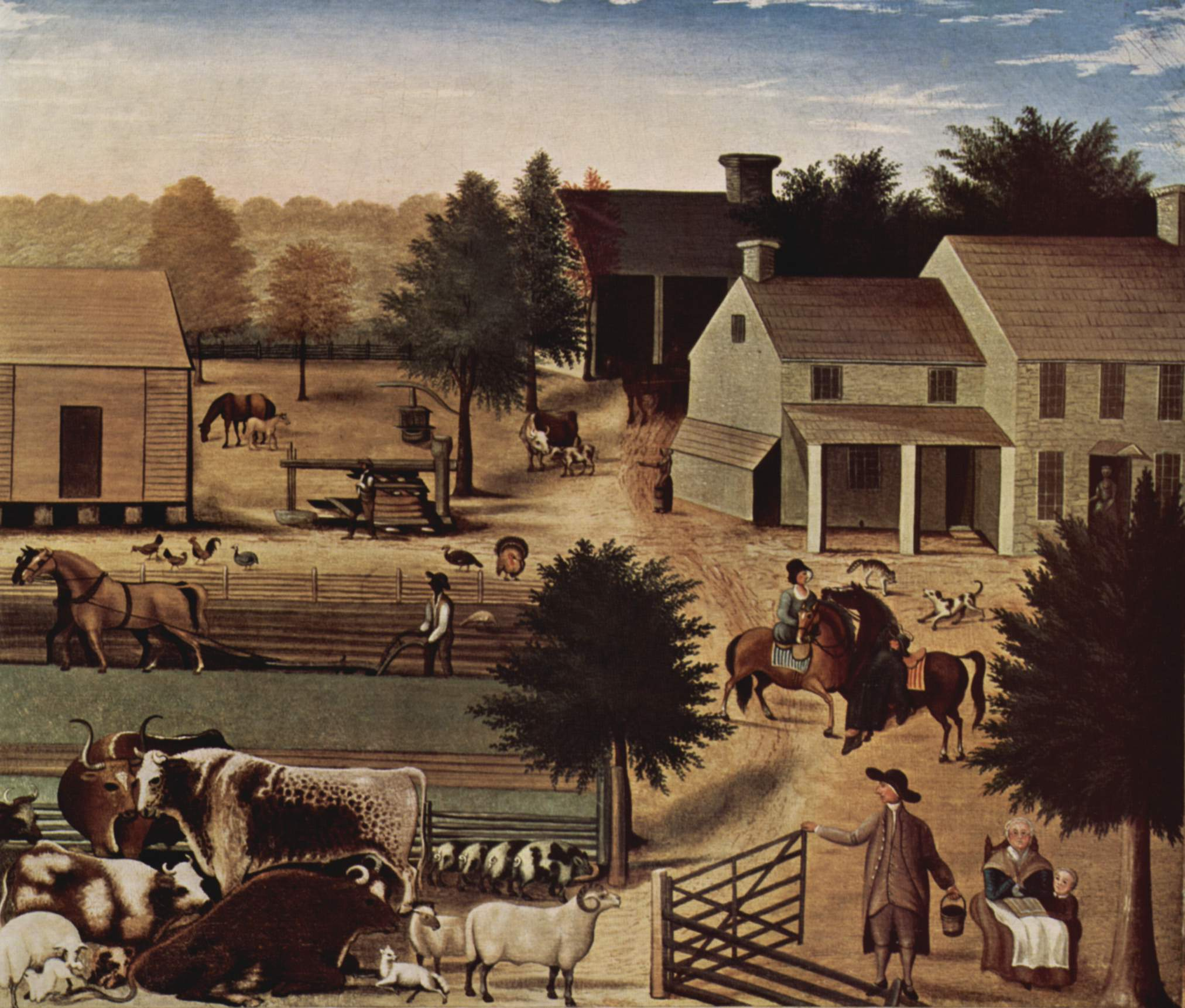
The Residence of David Twining, (1845–1848)
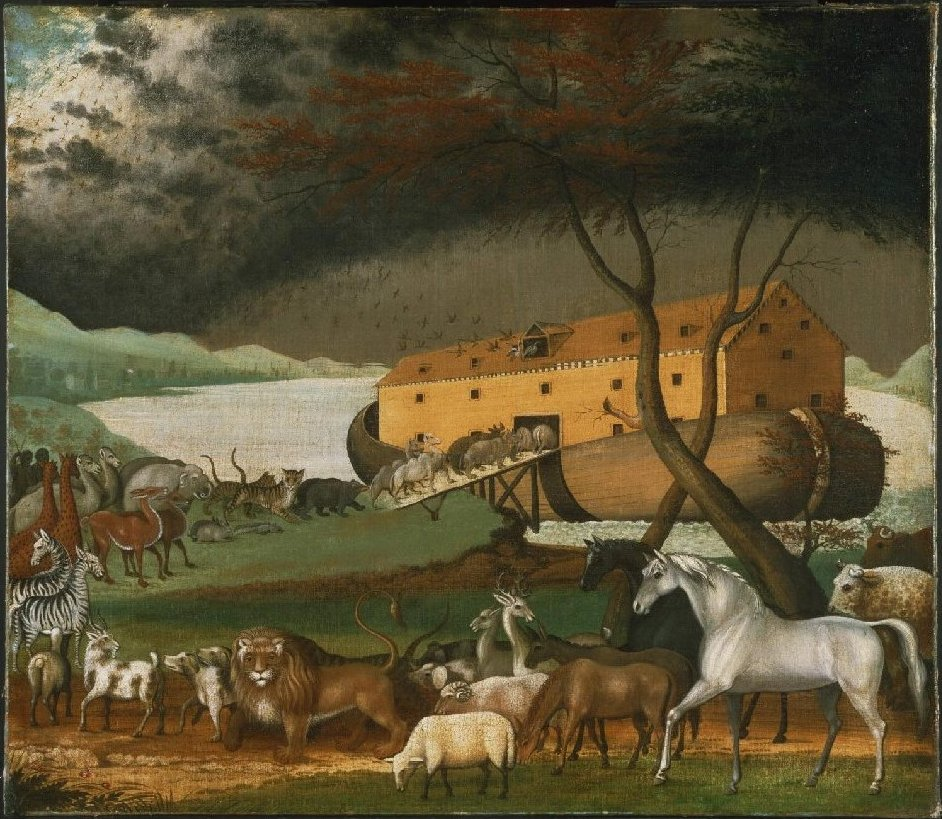
Noah's Ark, (1846)
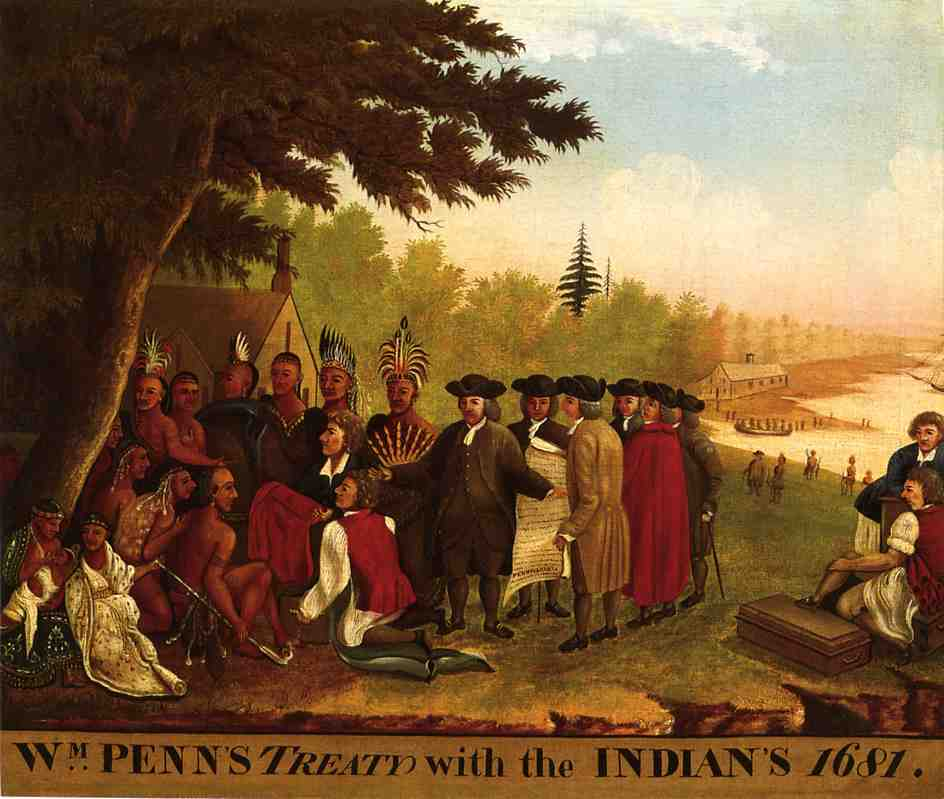
Penn's Treaty (1847)